# جوزيف ليون بلاو
جوزيف ليون بلاو (بالإنجليزية: Joseph Leon Blau)‏ هو باحث أمريكي متخصص في التاريخ والفلسفة اليهودية 6 مايو 1909 - 28 ديسمبر 1986.

## سيرته الذاتية
وُلد جوزيف بلاو في بروكلين بنيويورك. التحق بجامعة كولومبيا ا، حيث درس تحت إشراف البارون ويتماير. حصل على درجة البكالوريوس في عام 1931، وشهادة الماجستير في عام 1933، ودرجة الدكتوراه في عام 1944 من جامعة كولومبيا. درّس بلاو في جامعة كولومبيا من عام 1944إلى عام 1977 وترأّس قسم الدين التابع لها من عام 1968إلى 1977.
كان جوزيف واحدًا من الموقعين على الإعلان الإنساني العلماني في عام 1980. وكان أيضًا أحد الموقعين على البيان الإنساني. كما كان عضوًا أجنبيًا في الأكاديمية البريطانية.
تُوفي في عام 1986 في ريفرديل بنيويورك.

## كتاباته
تشمل كتاباته البارزة:
- التفسير المسيحي للكابالا في عصر النهضة (1944)
- الرجال والحركات في الفلسفة الأمريكية (1952)
- اليهودية في أمريكا
- يهود الولايات المتحدة الأمريكية
- تاريخ الفلسفة اليهودية

## روابط خارجية
- جوزيف ليون بلاو على موقع ديسكوغز (الإنجليزية)

- Index to Joseph L. Blau papers, Columbia University
- Columbia Encyclopedia entry